# Gunnar Höglund (företagsledare)
Gunnar Elam Höglund, född 3 mars 1888 i Strömsbro, Gävleborgs län, död i mars 1970, var en svensk företagsledare. Han var son till Elam Höglund.
Höglunda anställdes vid Gefle Manufaktur AB i Strömsbro 1905 samt var företagets disponent och verkställande direktör 1918–1948. Han var styrelseordförande i Gefle Manufaktur AB, i AB Gestriklands Yllefabrik, i Sveriges riksbanks avdelningskontor i Gävle, i Gestrikslands Brandstodsbolag, styrelseledamot i Livränte- och kapitalförsäkringsanstalten i Gävleborgs län, i Gävle köpmannaförening samt fullmäktig i Handelskammaren och Handelssocieteten i Gävle.